# Ramal do Porto de Viana do Castelo
O Ramal do Porto de Viana do Castelo, também conhecido como Ramal do Porto de Viana, é um troço ferroviário em projecto, que irá unir a Linha do Minho ao Porto de Viana do Castelo, em Portugal.

## Caracterização
Prevê-se que o traçado do ramal será paralelo à Linha do Minho entre a Estação Ferroviária de Darque, na qual será construído um centro de apoio logístico, e a zona do Cais Novo, de onde seguirá na direcção da área portuária.

## História
Em Janeiro de 2010, realizou-se a apresentação pública do Plano Estratégico do Porto de Viana do Castelo, onde se anunciou que o projecto para a ligação ferroviária ao Porto se encontrava a ser elaborado pela Rede Ferroviária Nacional. Em Abril do mesmo ano, a ligação foi debatida no Parlamento, tendo o deputado Jorge Fão questionado a tutela sobre a situação dos estudos para os possíveis traçados, e a data para a sua apresentação. O deputado assinalou igualmente que o porto constituía um pólo dinamizador para o desenvolvimento da região, apesar de ter atravessado diversas dificuldades decorrentes da redução do movimento.